# ギジェット (映画)
ギジェット(Gidget)はコロンビア ピクチャーズが制作し1959年に公開した長編映画である。サンドラ・ディー、ジェイムズ・ダレン、クリフ・ロバートソンらの出演で、カリフォルニアのサーフィン文化に出会い、サーファーと恋に落ちる少女を描く。続編やテレビ映画、テレビシリーズが作られたほか、後に"ビーチパーティー映画"と呼ばれるジャンルが形成される一因となった。公開当時は一部の愛好家のスポーツであったサーフィンとこれに付随する文化が一般に知られる上で、主要な役割を果たした作品として評価されている。

## 物語
フランシス・ローレンス（サンドラ・ディー）は17歳になる少女である。ある夏の日、海岸へ男漁りに出かける友人たちについていくが、発育もよく肉感的な友人たちの中で、胸も平らなお転婆娘のフランシスは浮いてしまう。一人で泳ぎに出たフランシスは海で溺れそうになり、サーファーのムーンドギー（ジェイムズ・ダレン）に助けられる。ムーンドギーはそっけない態度を示すが、フランシスはサーフィンに興味を持つ。
帰宅したフランシスを父ラス・ローレンス（アーサー・オコンネル）と母ドロシー・ローレンス（メアリー・ラロッシュ）が迎え、知人の息子ジェフリー・マシューズと会ってみるよう勧めるが、フランシスははねつけ、中古のサーフボードを購入しようと、代金25ドルをねだる。両親は早めの誕生日プレゼントとして娘の願いを聞き入れる。
海岸に戻ったフランシスはそこでカフーナ（クリフ・ロバートソン）という名のサーファーと出会う。カフーナは朝鮮戦争では空軍で活躍したが、復員後は社会に馴染めず、海岸に小屋を建てて暮らしていた。そこへムーンドギーをはじめとする若者が集まり、その夏をサーフィンで過ごしているのだった。独特のあだ名で呼び合う仲間たちから、フランシスは'girl'と'midget'とを合わせてギジェット(Gidget)と名付けられる。練習を積んだギジェットは徐々に上達し、男ばかりのサーファーたちに交じって波に乗れるまでになる。しかしサーファーたちはギジェットを依然として小娘扱いし、近々開かれるというルアウパーティーにもお呼びでないという態度を取る。
苛立ったギジェットはムーンドギーを嫉妬させようと、サーファー仲間のホットショット（ロバート・エリス）をエスコート役として雇い、ルアウパーティーに行こうとする。しかしホットショットはギジェットの狙いに気付きもせず、エスコート役をほかでもないムーンドギーに押し付けてしまう。ホットショットの代わりにやってきたムーンドギーに、ギジェットは自分が嫉妬させたいのはカフーナだととっさに嘘をつく。話を合わせるうちに、二人は次第に親密な雰囲気となるが、そこへホットショットが戻ってきてしまう。きまりが悪くなったギジェットは走り去り、今度はカフーナとビーチハウスで二人きりとなる。そこへギジェットを追ってきたムーンドギーが乱入、カフーナと喧嘩となる。ギジェットは逃げ出し、無免許で自動車を運転した挙句、タイヤがパンクして立ち往生していたところを警察に捕まる。警察官から顛末を聞いたギジェットの父ラスは、ギジェットにサーファーたちと二度と会わないよう命じる。
騒動の末、ギジェットは父が取り持ったジェフリー・マシューズとしぶしぶ会ってみることにする。しかし、実際に会ってみると、マシューズは実はムーンドギーであった。2人が海岸に行くと、カフーナが海岸の小屋を破壊していた。カフーナは航空会社でパイロットの職を得たのである。親密になった様子の2人を見たカフーナが、ギジェットは容易でない娘だとムーンドギーに警告を発したところで、物語は幕となる。

## 配役
ムーンドギー役には当初エルヴィス・プレスリーが検討されていたが、徴兵のため実現はしなかった。役を得たジェイムズ・ダレンはサーフィンどころか泳ぎもおぼつかなかったが、サーファー役をこなした。サーフィンの場面ではミッキー・ドラ(Miki Dora)やミッキー・ムニョス(Mickey Munoz)といったマリブのサーファーが出演している。彼らは原作小説のモデルとなったサーファーである。主役を演じたサンドラ・ディーもジェイムズ・ダレン同様サーフィンができず、ギジェットがサーフィンをする場面は小柄なミッキー・ムニョスがかつらをかぶり、女性用の水着をつけて演じている。
- サンドラ・ディー - ギジェット(Gidget)、本名: フランシー・ローレンス(Francie Lawrence)
- ジェイムズ・ダレン - ムーンドギー(Moondoggie)、本名: ジェフリー・マシューズ(Jeffrey Matthews)
- クリフ・ロバートソン - カフーナ(The Big Kahuna)
- アーサー・オコンネル - ラッセル・ローレンス(Russell Lawrence)
- フォー・プレップス - 浜辺で演奏するバンド
- メアリー・ラロッシュ - ドロシー・ローレンス(Dorothy Lawrence)
- ジョビー・ベイカー - Stinky
- トム・ローリン - Lover Boy
- スー・ジョージ - B.L. 本名: ベティ・ルイーズ(Betty Louise)
- ロバート・エリス - ホットショット(Hot Shot)
- ジョー・モロー - Mary Lou
- イヴォンヌ・クレイグ - Nan
- パティ・ケイン - Patti
- ダグ・マクルーア - Waikiki
- バート・メトカルフェ - Lord Byron

## 音楽
劇中歌「Gidget」はPatti Washingtonが、「The Next Best Thing to Love」はスタンリー・スタイン(Stanley Styne)が作詞した。2曲ともフレッド・カーガーが曲をつけ、劇中ではジェイムズ・ダレンが歌っている。
ただしオープニングクレジットの最中にかかる「Gidget」を歌っているのはフォー・プレップスである。フォー・プレップスはルアウの場面にも出演し、メンバーのうちグレン・A・ラーソン(Glen A. Larson)とブルース・ベランド(Bruce Belland)の2人が「シンデレラ(Cinderella)」を披露している。

## 制作
脚本はフレデリック・コーナーの1957年の小説『Gidget, the Little Girl with Big Ideas』に基づいている。コーナーはもともと映画脚本家であるが、この映画では脚本を担当せず、カナダの脚本家ガブリエル・アプトン(Gabrielle Upton)が担当した。アプトンはテレビ向け脚本が多く、昼ドラマ『The Secret Storm』の脚本も務めたが、ギジェット映画は本作が唯一となっている。
監督はポール・ウェンドコスが務めた。
ローズ・マリー・リードは女優陣全員の水着デザインを担当した。
サーフィン場面の撮影はレオ・キャリロ州立公園(Leo Carrillo State Park)で行われた。原作の舞台となったマリブは原作小説に触発されてサーフィンを始めたサーファーで既に混雑しており、撮影には適していなかったため、マリブからは北へ30kmは離れたこの海岸が用いられた。

## 公開
映画は1959年4月に公開された。映画評論家のハワード・トンプソンは公開直後『ニューヨーク・タイムズ』4月23日付で「映画を見終えた観客が、映画館を出るとその足で海岸に行きたくなる映画」と評した。実際、原作小説の影響で既に若者が増え始めていた海岸には、映画の公開でさらに多くの若者が集まることになった。流行以前からのサーファーは混雑を嫌い、環境悪化の元凶として映画を憎む者もいた。サーファーの中には後に「サーファーが浜に戻ってきて、かつての映画関係者に報復する」という小説を書いた者もいる。
映画の人気を受け、サンフランシスコの放送局KPIX-TVは「ミス・ギジェット」なる美人コンテストを企画した。優勝したバーバラ・ブーシェは同局の番組出演を通じて人気を得、後に女優として活動するようになった。サンドラ・ディーも1960年のゴールデン・ローレル賞でノミネートを受けている。

## 続編
映画の公開後、10年の間に続編2本、テレビシリーズ1本、テレビ映画1本がそれぞれ制作された。劇場版の続編としてはデボラ・ウォーリーの主演で『Gidget Goes Hawaiian』(1961)が、シンディ・キャロルの主演で『Gidget Goes to Rome』(1963)が制作された。サンドラ・ディーは第2作『Gidget Goes Hawaiian』にも出演する予定であったが、実現しなかった。1965年にはABCがサリー・フィールドをギジェット役にテレビシリーズ『Gidget』を放送したが、1シーズンのみで打ち切られた。1969年にはテレビ映画『Gidget Grows Up』がカレン・バレンタインの主演で放映された。
後に、成人後のギジェットを描いたテレビ映画『Gidget Gets Married』(1972)、『Gidget's Summer Reunion』(1985)が作られた。さらに1986年には新たなテレビシリーズ『The New Gidget』がカリン・リッチマンの主演で放送された。映画第一作のギジェットはブロンドだったが、続編ではギジェットの髪の色はまちまちである。
1987年、『サイコ・ビーチ・パーティ』と題するパロディ作品がオフ・ブロードウェイで上演された。作品には「チックレット(Chicklet)」という名のギジェットに似た人物が登場し、サーファー仲間の中に次々と起こる猟奇殺人に立ち向かう。 チャールズ・ブッシュの脚本で、ブッシュはチックレット役で出演もした。2000年には映画化された。